# Jean Boinod
Jean Daniel Mathieu Boinod, né le 29 octobre 1756 à Vevey, canton de Vaud (Suisse) et mort le 28 mai 1842 à Paris, est intendant militaire suisse puis français.
Décrété de prise de corps[Quoi ?] par Berne pour avoir participé aux banquets de 1791, Boinod (alors appelé l'Américain) s'engagea à la Légion des Allobroges, y fut quartier-maître trésorier (1792), puis commissaire des guerres (1793). Il fait la campagne d'Égypte. Il est Commissaire ordonnateur de l'armée d'Italie en 1800, inspecteur aux revues en 1800, et inspecteur en chef en 1810 avec un prétendu grade de général. D'une probité exemplaire et fidèle à Napoléon, il le suivit à l'île d'Elbe comme administrateur. Inspecteur aux revues de la Garde impériale en 1815, il sera réduit à de modestes emplois sous la Restauration. Intendant militaire (1830-1832). Commandeur de la Légion d'honneur (1831), chevalier de la Couronne de Fer.

## Biographie détaillée
Il fut d'abord imprimeur-libraire, entra au service le 13 août 1792, comme quartier-maître trésorier dans la légion des Allobroges. il devient Commissaire des guerres provisoire, le 25 brumaire an II, et employé à l'armée de siège de Toulon au service de l'artillerie. C'est là que commencèrent ses relations avec Napoléon Bonaparte et que s'établit entre eux cette intimité qui résista à toutes les épreuves. Boinod ne fit pas partie de l'organisation du 25 prairial an III.
Boinod fut nommé enfin commissaire des guerres titulaire, le 17 vendémiaire an IV, à l'armée d'Italie
Boinod fit partie de l'expédition d'Égypte.
Nommé inspecteur aux revues le 18 pluviôse suivant, il se rendit à Bourg[Où ?] pour la levée et l'organisation des bataillons du train d'artillerie. Il alla ensuite, en Valais, afin de préparer à assurer les subsistances et les transports pour le passage du Saint-Bernard.
II fit la campagne de l'an VIII à l'armée d'Italie, en qualité d'ordonnateur en chef. Le 25 nivôse an X, il fut nommé inspecteur aux revues, attaché à la place de Besançon.
Boinod, dans l'inflexibilité de ses principes, fut le seul de la vieille armée d'Italie qui protesta par un vote négatif contre le consulat à vie. Le premier consul ne s'en montra point offensé et le 12 vendémiaire an XII, il l'employa auprès de la cavalerie des camps établis sur les côtes de l'océan. Quelque temps après, quand le peuple dut se prononcer au sujet de l'érection de l'Empire, Murat remit au premier consul le vote des corps de cavalerie et lui dit qu'il y avait un seul opposant. « Quel est-il ? demanda-t-il vivement. —C'est l'inspecteur Boinod. — Je le reconnais bien là ; c'est un quaker. »
Le 4 germinal an XII, l'Empereur intégra Boinod à la liste des membres de la Légion d'honneur. Boinod fit les campagnes de l'an XIV à la grande armée et eut, le 21 juin 1806, l'inspection du 2e corps dans le Frioul.
Le 17 septembre suivant, l'Empereur l'attacha au ministère de la guerre du royaume d'Italie et écrivit au vice-roi : « Je vous envoie Boinod, laissez-le faire. »
Nommé chevalier de la Couronne de Fer et officier de la Légion d'honneur, il reçut en 1808 une mission importante en Dalmatie et s'en acquitta avec le plus grand succès.
Nommé inspecteur aux revues de l'armée d'Italie, le prince vice-roi lui confia (15 mai 1809) l'intendance générale de ladite armée en Allemagne. Inspecteur en chef, par décret impérial du 20 janvier 1810, il continua de servir à l'armée d'Italie.
Vers cette époque, l'armée vivait encore au moyen de réquisitions. Plusieurs des principaux habitants du pays ayant cru nécessaire de demander un abonnement, nommèrent une députation qui devait se rendre auprès de l'Empereur à l'insu de Boinod ; celui-ci, en ayant eu connaissance, prit la poste et arriva à Paris un jour après les députés. Ceux-ci, déjà reçus par l'Empereur, lui avaient proposé un abonnement de 17 millions auquel il paraissait disposé à consentir. Le lendemain, Boinod accourut : « Je viens, dit-il, empêcher Votre Majesté de commettre une grande faute. » Et il expose ses projets.
Comme premier administrateur de l'Italie, il lui était alloué 12 000 francs par mois pour frais de bureaux. Après quelques mois de service, il reconnut que 6 000 francs lui suffisaient et il remboursa le surplus au trésor.
Pendant qu'il était au ministère de la guerre du royaume d'Italie, l'Empereur mit à sa disposition des fonds qui ne furent pas tous employés. Le reliquat se montait à une somme d'environ cent mille francs dont il voulut faire le versement au trésor. L'Empereur s'y opposant, Boinod insista, affirmant que son traitement lui suffisait et il réintégra les fonds à la caisse publique.
Après le départ de Napoléon pour l'île d'Elbe, Boinod qui avait protesté contre l'Empire, courut se ranger aux côtés de son bienfaiteur, de son ami. Abandonnant sa position, compromettant son avenir, il se rend en Suisse, y installe sa femme et ses enfants et après avoir traversé l'Italie, il s'embarque incognito à Piombino dans une petite barque qui conduisait des ouvriers tanneurs à l'île d'Elbe.
Il débarque, au mois d'août, à Porto-Longone. L'Empereur s'y trouvait alors et fit à Boinod l'accueil le plus bienveillant. Le lendemain, un ordre du jour apprit aux troupes que M. Boinod était chargé en chef des services administratifs de l'île d'Elbe. L'Empereur le laissa maître de fixer lui-même ses appointements. Celui qui aurait pu recevoir des millions, accepta seulement 3 000 francs, dont 900 francs furent consacrés à son secrétaire et 600 à son domestique.
Rayé des contrôles du corps des inspecteurs aux revues, Boinod revint en France avec l'Empereur et fut nommé inspecteur en chef aux revues de la garde impériale. Il reçut 40 000 francs pour frais d'installation. La caisse d'un des régiments soumis à sa surveillance se trouvant à découvert d'une pareille somme, il envoya au chef du corps ces 40 000 francs en l'invitant à combler un déficit qu'il serait sinon obligé de signaler.
Rayé de nouveau des contrôles après la seconde abdication, il fut admis à la retraite le 16 avril 1817 et se vit bientôt obligé d'accepter, pour soutenir sa famille, le modeste emploi d'agent spécial de la Manutention des vivres de Paris, qu'il exerça pendant douze années. Il apporta dans ce service d'immenses améliorations qui produisirent d'importantes économies pour l'État et une nourriture infiniment supérieure pour le soldat.
Après la révolution de juillet, nommé président de la commission des anciens fonctionnaires militaires, il donna sa démission de directeur des subsistances. Il reprit son rang comme intendant militaire dans le cadre d'active et fut nommé commandeur de la Légion d'honneur.
Admis de nouveau à la retraite le 27 mai 1832, il avait alors quarante ans de services effectifs et pour toute fortune sa pension de retraite, son traitement d'officier de la Légion d'honneur ainsi que les 50 000 francs auxquels se réduisit en réalité le legs que lui avait fait l'Empereur.
Il meurt à Paris le 28 mai 1842. Le corps de l'intendance militaire lui fit élever un modeste tombeau au cimetière du Montparnasse
Il se signala par son habileté et son intégrité dans le service des subsistances militaires pendant les guerres de l'Empire, ce qui lui valut de figurer pour un legs de 100 000 francs sur le testament de Napoléon Ier par son troisième codicille du 21 avril 1821.

## Hommages
La 24e promotion (2009) des commissaires de l'École militaire supérieure d'administration et de management de l'Armée de Terre a été baptisée "Commissaire ordonnateur Boinod".
Des rues portent son nom, notamment à Paris.

## Source partielle
- Marie-Nicolas Bouillet  et Alexis Chassang (dir.), « Jean Boinod » dans Dictionnaire universel d’histoire et de géographie, 1878 (lire sur Wikisource)
- « Jean Boinod », dans Charles Mullié, Biographie des célébrités militaires des armées de terre et de mer de 1789 à 1850, 1852 [détail de l’édition]